# Jesper Konradsson
Jesper Konradsson (født 4. maj 1994 i Göteborg, Sverige) er en svensk håndboldspiller, der spiller for Skjern Håndbold i den danske håndboldliga og Sveriges håndboldlandshold.